# تيم موراي
تيم موراي (بالإنجليزية: Tim Murray) (30 يوليو 1987 بهافر هيل في الولايات المتحدة - ) هو لاعب كرة قدم أمريكي في مركز حراسة المرمى. لعب مع نيو إنجلاند ريفولوشن ونادي شمال كارولاينا وF.C. New York ‏ وEkenäs Sport Club ‏ وSeacoast United Phantoms ‏.

## وصلات خارجية
- تيم موراي على موقع الدوري الأمريكي (الإنجليزية)
- تيم موراي على موقع قاعدة بيانات كرة القدم.إي يو (الإنجليزية)
- تيم موراي على موقع Soccerway.com (الإنجليزية)